# Busycon coarctatum
Busycon coarctatum är en snäckart som först beskrevs av Sowerby 1825.  Busycon coarctatum ingår i släktet Busycon och familjen Melongenidae. Inga underarter finns listade i Catalogue of Life.